# Scienza fondamentale
Con scienza fondamentale, scienza di base o scienza pura si intendono quelle discipline interessate a sviluppare teorie scientifiche per migliorare la comprensione e la predizione dei fenomeni naturali. Le scienze fondamentali, fanno dunque studi fondamentali (teorici) a prescindere dall'applicazione pratica, cioè fanno ricerca di base.
Esempi di scienze di base sono la chimica e la fisica. L'applicazione pratica delle conoscenze teoriche è invece di competenza delle scienze applicate. L'ingegneria e la medicina sono esempi di scienze applicate.